# Magelang
Magelang é uma das maiores cidades de Java Central, Indonésia, localizada numa região de forte tradição agrícola, e uma das mais densamente povoadas da ilha de Java. Tem 18,1 km² de área e em 2010 tinha 118 227 habitantes (densidade: 6 531,9 hab./km²).[carece de fontes?]
Apesar de se situar no centro da Regência de Magelang, a cidade não faz parte dessa subdivisão administrativa. A cidade está dividida em três regiões: Magelang Utara (Magelang Norte), Magelang Selatan (Magelang Sul) e Magelang Tengah (Magelang Central).[carece de fontes?]